# Clase Rotterdam
La Clase Rotterdam la forman dos buques de asalto anfibio de la Armada Real de los Países Bajos y es gemela de la Clase Galicia de la  Armada española. Recibe este nombre por el primero de la serie y el único de la que constaría: el Rotterdam, L800. . Al final se añadió un segundo buque para la Armada Real de los Países Bajos, el Johan de Witt L801, al igual que ocurrió con la Armada española, que al inicial Galicia (L-51), sumó más adelante el Castilla (L-52)'.

## Diseño y construcción
El diseño Enforcer es un proyecto conjunto entre los astilleros españoles Izar, actualmente Navantia, y de los Países Bajos para equipar a ambas marinas de los respectivos (L800) Rotterdam y Galicia en 1997 y 1998.
Estos buques cuentan con un amplio dique inundable a popa para embarcar y desembarcar lanchas y vehículos anfibios, así como una amplia plataforma para operar helicópteros también a popa.
Fueron diseñados para transportar un batallón de infantería de Marina (máximo 600 hombres) con todos sus pertrechos. Cuentan con botiquín, quirófano y laboratorio, así como arsenal para munición naval de todo tipo, incluido espacio para 30 torpedos. Asimismo pueden transportar hasta 33 carros de combate o 170 vehículos blindados para personal o seis lanchas de desembarco ligeras o cuatro pesadas.
Su dotación aérea puede ser de cuatro helicópteros pesados o seis de tipo medio NH90.
Aunque diseñados de forma conjunta con Holanda estos buques tienen grandes diferencias entre ellos, principalmente en el armamento, electrónica y sistema de propulsión, montando el buque español 2 plantas propulsoras, cada una con 2 motores diésel Caterpillar-BAZAN Bravo con un total de 22.000 CV acoplados a un engranaje reductor que mueve una línea de ejes con 2 hélices de paso variable de 5 palas y 4 metros de diámetro.
A los dos buques iniciales le siguieron el (L-52) Castilla (entregado en 2000) para España y el (L801) Johan de Witt para los Países Bajos (prevista su entrega para 2007). Ambos presentaban mejoras sobre los modelos iniciales, y así el Castilla es más un buque de mando y control que alberga el cuartel general de Alta Disponibilidad. A cambio, pierde 200 plazas para infantes de marina. Por su parte, el Johan de Witt tiene una cubierta de vuelo más fuerte y un casco más largo y más ancho. A pesar del alto grado de satisfacción mostrado por los operadores de este tipo de buques, el diseño presenta el inconveniente de la existencia de una columna en mitad del garaje de embarque que obliga a realizar cuidadosas planificaciones para aprovechar adecuadamente el espacio disponible.

## Unidades

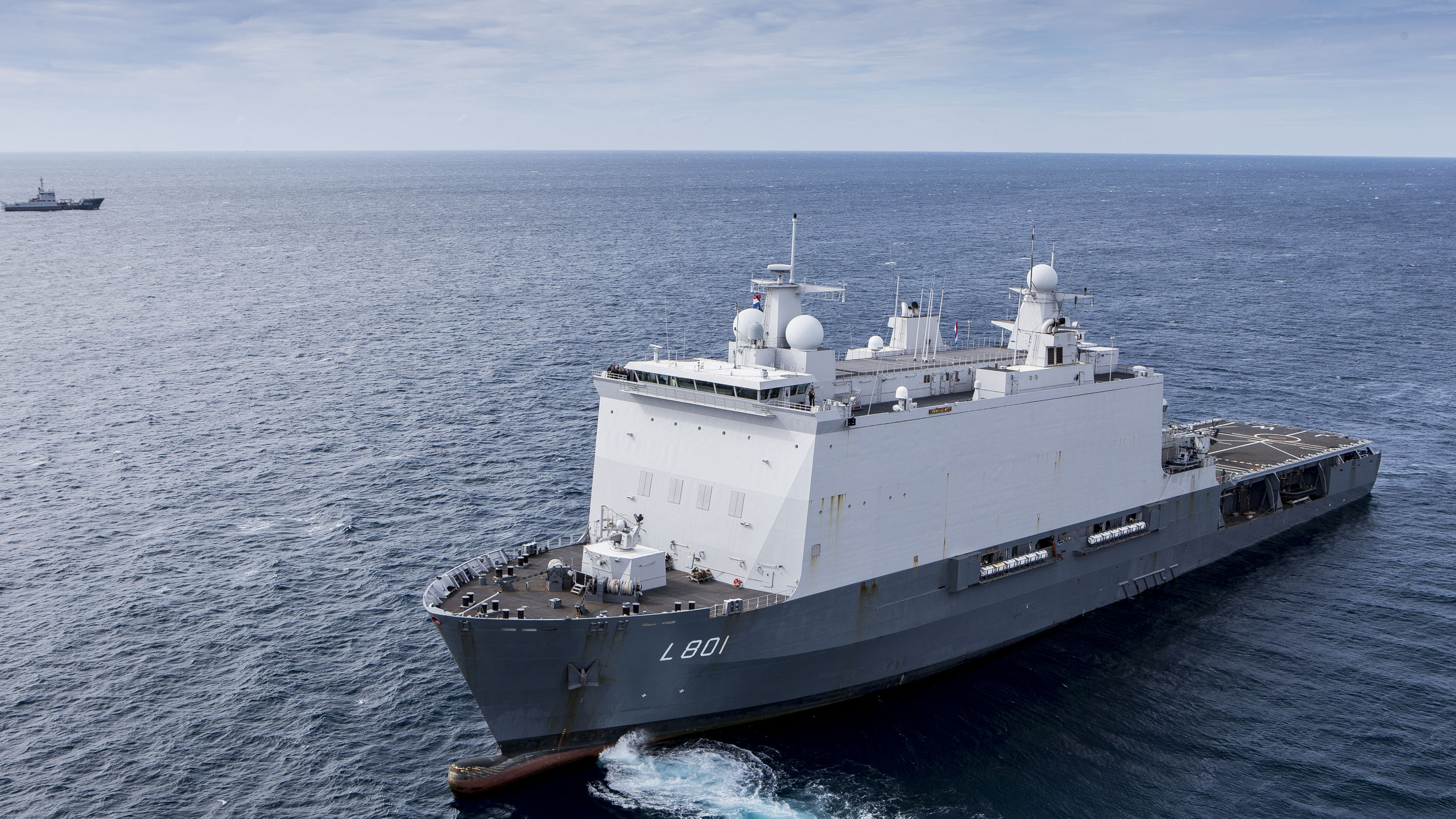
HNLMS Johan de Witt y HNLMS Snellius durante Trident Juncture 15

| Identificativo | Nombre              | Constructor                      | Puesta de quilla      | Botadura              | En servicio             | Estado       | Emblema | Notas |
| -------------- | ------------------- | -------------------------------- | --------------------- | --------------------- | ----------------------- | ------------ | ------- | ----- |
| L800           | HNLMS Rotterdam     | Damen Schelde Naval Shipbuilding | 23 de febrero de 1996 | 22 de febrero de 1997 | 18 de abril de 1998     | En serivicio |         | [ 3 ] |
| L801           | HNLMS Johan de Witt | Damen Schelde Naval Shipbuilding | 18 de junio de 2003   | 13 de mayo de 2006    | 30 de noviembre de 2007 | En servicio  |         | [ 4 ] |

### Clases de buques similares
- Clase Albion
- Clase Austin
- Clase Endourance
- Clase Foudre
- Clase Makassar
- Clase San Giorgio
- Clase San Antonio
- Clase Tarlac
- Tipo 071

### Listas relacionadas
- Anexo:Buques de asalto anfibio por países